# Glenea albofasciolata
Glenea albofasciolata är en skalbaggsart som beskrevs av Stefan von Breuning 1956. Glenea albofasciolata ingår i släktet Glenea och familjen långhorningar. Inga underarter finns listade i Catalogue of Life.